# Lissonota rufina
Lissonota rufina är en stekelart som beskrevs av Costa 1886. Lissonota rufina ingår i släktet Lissonota och familjen brokparasitsteklar. Inga underarter finns listade i Catalogue of Life.